# Jadea Kelly
Jadea Kelly (* 1986 in Whitby, Ontario) ist eine kanadische Sängerin, Songwriterin und Gitarristin.

## Biografie und künstlerischer Werdegang
Jadea Kelly wuchs in Whitby nahe Toronto auf. Als Kind begann sie, verschiedene Instrumente zu spielen, konzentrierte sich aber schließlich auf die Gitarre. Zudem trat sie bei Talentshows auf oder sang in Chören. Während ihrer Schulzeit zog sie nach Toronto, wo sie Kontakte zur dortigen Musikszene knüpfte. Nach dem Schulabschluss absolvierte sie mehrere Praktika in der Musikindustrie, vorwiegend bei Plattenlabels: „When I moved to Toronto, I basically built my school life around music in the city. When I graduated I started working in the music industry with different internships and that’s how I kinda got started in the music industry.“
Bevor sie mit der EP Down Wave (2006) eigene Songs veröffentlichte, war sie für andere Bands und Künstler als Gastsängerin aktiv, u. a. für die ebenfalls aus Whitby stammende Progressive-Metal-Band Protest the Hero, die sie während ihrer Highschoolzeit kennenlernte. Sie ist auf deren Debüt-Album Kezia (2005) ebenso zu hören wie auf den späteren Produktionen Scurrilous (2011) und Volition (2013). Zudem ging sie mit der Band auf Tournee und ist in deren offiziellem Video zu „Divine Suicide of K.“ (2007) zu sehen. Diese Zusammenarbeit brachte ihr, obwohl musikalisch extrem weit entfernt von ihrem eigenen Stil, schon frühzeitig eine erste kleine Fangemeinde ein.
Kellys erstes Album Second Spring (2008) gewann bei den „Toronto Independent Music Awards 2008“ in der Kategorie „Best Country Album“.
Die Periode zwischen der Veröffentlichung von Second Spring und dem zweiten Album Eastbound Platform (2010) war größtenteils ausgefüllt mit Tourneen (u. a. mit Ramblin’ Jack Elliott, Melissa McLelland, Catherin McLellan oder Luke Doucet), vornehmlich in Kanada und Europa, unterbrochen von kurzen Perioden im heimischen Toronto.
Nach einer weiteren längeren Phase mit Tourneen, die der Veröffentlichung von Eastbound Platform folgte, fühlte sich Kelly ausgebrannt und erschöpft. Sie zog sich auf die Farm ihres Großvaters in Ontario zurück und sammelte dort Kraft für ein neues Album. Der Rückzug zu den Wurzeln ihrer Familie eröffnete ihr auch neue Perspektiven auf ihr Selbstverständnis als Musikerin:
„I started to realize the similarities between being a farmer and a musician because in both professions: there’s zero degree of retirement, zero degree of make money; it’s all a gamble. The most powerful similarity, though, was that you have passion for it. My passion for playing music, making music, and having a life in music is in many ways the same as the passion my dad, grandfather, great grandfather, and great-great grandfather have felt about farming. It was these sorts of feelings that really inspired the record.“
Auf Clover (2013) reflektiert vor allem der doppeldeutige Titelsong – „Clover“ ist ebenso der Name der Farm ihres Großvaters – dieses Selbstverständnis: „Hard wind is blowing strong/ Aren’t you tired of moving on […] The clover still grows/ round the meadow though it snows“.

Das Album, in Teilen durch Fundraising finanziert, erschien als erste Veröffentlichung auf Kellys neuem eigenem Label „Darth Jadea Music“. Es wurde für die „Canadian Folk Music Awards 2014“ in der Kategorie „Contemporary Singer of the Year“ nominiert und weithin mit sehr positiven Kritiken aufgenommen: „Jadea Kelly hat [mit „Clover“] definitiv ihr vierblättriges Kleeblatt gefunden.“

Die anschließende Konzerttournee führte sie auch erstmals in die Vereinigten Staaten.
Im Juni 2016 erschien Kellys viertes Album Love & Lust, das erneut durch Fundraising finanziert wurde, wiederum auf ihrem eigenen Label „Darth Jadea Music“. Nach einer Zeit persönlicher Krisen, die es reflektiert, ist es geprägt von der Suche nach Glück und Hoffnung: „I’ve spent much of this past year trying to find beauty and light again.“ Für dieses Album wurde sie als „Contemporary Singer of the Year“ bei den „Canadian Folk Music Awards 2016“ ausgezeichnet.
Im März 2022 erschien das ursprünglich für Oktober 2018 geplante neue Album Roses, das erneut über Fundraising finanziert wurde und die Erfahrungen der letzten Jahre reflektiert.
Kelly lebt in Ontario und Los Angeles.

## Musikalischer Stil
„I want them to feel powerful, I want them to feel passion and I want them to feel happiness“, so formuliert Jadea Kelly selbst die angestrebte Wirkung ihrer Musik auf die Zuhörer.

Markantestes Kennzeichen ihres musikalischen Stils ist das Zusammenspiel von hoher Melodik und ihrer hellen, warmen und klaren Stimme, das – teilweise unterstützt von Harmoniegesang – für eine große Emotionalität in ihren Songs sorgt: „Über all dem schwebt ätherisch die beeindruckende Stimme von Jadea Kelly. Die hellen Klänge ihres glockenklaren Timbres hauchen den Kompositionen so richtig Leben ein.“ Nach zwei stark von Countryeinflüssen geprägten Alben hat Kelly spätestens mit ihrem dritten Album Clover ihren eigenen Ton gefunden, der zwischen melodischem, gitarrenorientiertem Folkrock mit Popelementen und ebenso gefühl- wie kraftvollen Balladen pendelt, die mitunter von einer dunkel-elegischen Textur getragen werden. Die zumeist dynamischen Arrangements in klassischer Besetzung – E- und Akustikgitarre, Schlagzeug, E-Bass, Keyboard, mitunter dezente Streicherarrangements – verhindern, dass ihre Songs ins Schmalzige abgleiten, wobei insbesondere das Gitarrenspiel mit zuweilen kantigen Akkorden Kontrapunkte zu Kellys Stimme setzt. Kelly selbst bezeichnet den zusammen mit ihrer Band auf Clover geprägten neuen Stil – „a blend of everything that inspires us“ – als „creepy Country“.
Die Themen in Kellys Texten sind sehr persönlicher Natur: emotionale Verletzlichkeit, Mut und Hoffnung schöpfen nach Krisen, Beziehungskummer und -glück. Dies kommt auch in ihrem künstlerischen Credo zum Ausdruck: „To be a songwriter is to be courageous, vulnerable, transparent, honest and uncensored.“ Nach ihrem Rückzug auf die Farm ihres Großvaters und den damit verbundenen Erfahrungen sind ihre Verse auffällig angereichert mit Naturmetaphorik („Clover“, „Lone Wolf“, „I’ll Be“, „Violet“).
Ihre Musik vereinigt Folk, Country, Rock- und Popmusik. Zu ihren größten musikalischen Einflüssen zählt sie vor allem kanadische Singer/Songwriterinnen wie Shania Twain, Martha Wainwright oder Hannah Georgas.
In ihrer Heimat zählt man sie zu den vielversprechendsten Songwriterinnen ihrer Generation: „Canada has turned out a number of strong female vocalists in recent years. If there's any fairness in the world, Jadea Kelly will soon be added to the list.“ Für Tom Power von CBC/Radio-Canada ist Kelly bereits „one of the shining jewels in the crown of Canadian songwriters“.

## Alben

### Second Spring
Kellys Longplayer-Debüt (2008) wurde von Ross Hayes Citrullo produziert und ist ein noch weitgehend mit akustischen Instrumenten arrangiertes Album, auch wenn der Eingangssong „Back Down“ als flotter Countryrock mit melancholischen Untertönen daherkommt. Neben klassischen Country-Balladen („When You Go“, „Old Girl“,) bringt Kelly Bluegrass-Songs („Lonely Too“), leicht Jazzblues-beeinflusste Balladen („Doe“) oder A-cappella-Stücke im „hand clap groove“ („Deidre“).

### Eastbound Platform
Wie in Second Spring wählt Kelly für ihr zweites Album (2010) einen energiegeladenen Auftakt. Doch trotz der wuchtigen Akkorde von „Never Coming Back“ ist Kellys Eastbound Platform ein, besonders in der Melodieführung und Instrumentierung (Mandoline, Fiddle, Stand Up Bass), stark von Countryeinflüssen geprägtes Album, wofür vor allem Songs wie „Roisin“, „Elevator“, „Hazel“ oder die melancholischen Balladen „Walking Wounded“, „The Sound“ und „All Wrong“ stehen. Daneben gibt es vom Bluegrass beeinflusste Kompositionen („Heavy Heart“) oder den langsamen Rockabilly-Rhythmus von „North of 42“. Stärker als in Second Spring findet sie auf diesem Album eine ausgewogene Balance zwischen den mal rockigen, mal funkigen, mal balladesken Arrangements und ihrer hellen Stimmlage. Produziert wurde das Album von David Baxter, der auch an einigen Kompositionen beteiligt ist („The Sound“, „Roisin“).

### Clover
Das Album wurde benannt nach der Farm ihres Großvaters, wo sie auch einen Großteil der Songs komponierte. Nach einer Auszeit, die der Erschöpfung nach ausgedehnten Tourneen geschuldet war, markiert Clover (2013) bereits mit dem ersten, diesmal sanften und balladesken Song einen Neuanfang, der seine Kraft aus einer langsam überwundenen Krise schöpft: „It’s a hard hard line/ that we cross from time to time/ It´s a thin divide/ Hold me down while the dark subsides“ („Wild West Rain“).
Diesmal zeichnet Kelly für alle Songs verantwortlich. An einigen Kompositionen beteiligt sind u. a. Gitarrist Tom Juhas, Keyboarder Jason Sniderman, die mit Kelly befreundete frankokanadische Songwriterin Melanie Brulée, sowie erneut der Produzent des Vorgängeralbums David Baxter.
Aufgenommen mit einer bis auf Sniderman komplett neuen Band und produziert von Stew Crookes, vollzieht Kelly mit Clover einen weiteren Entwicklungsschritt in ihrer Musik. Das Album wirkt ausgewogener in seinen musikalischen Ausdrucksformen und, bei aller Verschiedenartigkeit der Stile, in der Produktion weitaus reifer und kompakter als seine Vorgänger. Großen Anteil an der neuen Qualität haben Keyboarder Sniderman und Gitarrist Juhas, deren nuancenreiches Spiel eine Bereicherung darstellt. Zudem emanzipiert Kelly sich weitestgehend von den Countrystrukturen, die noch viele Songs des Vorgängeralbums prägten, hin zu einem sehr melodiösen Folk- und Poprock („Saintly Stare“, „Lone Wolf“, „Hour North“) und sehr kraft- und gefühlvollen, zum Teil melancholischen Balladen („Powell River“, „Mary Don’t Go“, „Clover“, „I’ll Be“). „Violet“, das sie zusammen mit Melanie Brulée schrieb, steigert sich zum Ende des Albums in ein mit Harmoniegesang unterlegtes psychedelisches Gitarrencrescendo.
Kerry Doole hebt in seiner Kritik vor allem den Beitrag von Produktion und Kellys musikalischen Mitstreitern hervor: „It goes without saying that her instrumental accompanists step out on the tracks, and Crookes production adds gloss and sheen to an album that sparkles front to end.“

### Love & Lust
Kellys viertes Album (2016) wurde von ihr selbst größtenteils in Zusammenarbeit mit Stew Crookes und Gitarrist Tom Juhas sowohl produziert als auch komponiert (einzig „Good Girl“ wurde produziert und mitkomponiert von Robyn Dell'Unto). Weiterhin an den Kompositionen beteiligt sind Jason Sniderman, Zoe Sky Jordan, Jeremy Fisher, Peter Katz und Ryan O’Reilly.
Es ist das Konzentrat aus nicht weniger als 65 Demo-Aufnahmen, die sich in den letzten drei Jahren angesammelt hatten. Sie selbst bezeichnet es als schwieriges, zugleich aber auch befreiendes Projekt: „Love & Lust was difficult to complete and write but also the most profilic and rejuvenating experience of my life“.
Insgesamt setzt es konsequent den auf Clover eingeschlagenen Weg und Stilmix des „creepy Country“ fort. Prägte jedoch auf dem Vorgängeralbum zum Teil noch dynamisch-rhythmischer Gitarren-Folkrock das Bild, so baut Kelly in ihren Kompositionen auf Love & Lust noch stärker auf dunkle und stimmungsvolle, häufig von ambient-Keyboards unterlegte Klänge, die mit ihrer hellen, klaren Stimme kontrastieren. „Make It Easy“, das auch als Videoauskopplung in zwei Versionen veröffentlicht wurde, und „On The Water“ machen diese Feinjustierung des Sounds gleich zum Auftakt des Albums deutlich. Gleiches gilt für das psychedelisch angehauchte „Mariah“, „Paper Thin Heart“ oder auch das abschließende, zusammen mit Peter Katz geschriebene „Beauty“.
Juhas Gitarrenspiel, durch diverse Verfremdungseffekte atmosphärisch noch differenzierter eingesetzt, bleibt alles in allem jedoch weiterhin ebenso bestimmend wie die hoch melodische Grundausrichtung der Songs.
In ihren Texten geht es diesmal vorwiegend um die dunkle Seite der Liebe: „I made it for the women and men who have faced the same uncomfortable truths of love and lust“.  Und wenn auch „Beauty“ zum Abschluss des Albums hoffnungsfrohe Töne anschlägt („I’m not a child but I believe there is beauty. We’re alive, so I can see beauty.“), so erscheint es doch durch das betont kindlich-naive Arrangement nicht ohne ironische Brechung.

## Diskografie
Alben
- Second Spring (2008, CD Baby) nicht mehr erhältlich
- Eastbound Platform (2010, True North Records)
- Clover (2013, Darth Jadea Music)
- Love & Lust (2016, Darth Jadea Music)
- Roses (2022, Darth Jadea Music)
- Weather Girl (2024, Darth Jadea Music)

EPs
- Down Wave (2006) nicht mehr erhältlich
- MWI (Met While Incarcerated) (2019, Darth Jadea Music)

Mit anderen Künstlern (Auswahl)
- Protest the Hero: Kezia (2005) Gesang
- Protest the Hero: Scurrilos (2011) Gesang
- Catherine MacLellan: Silhouette (2011) Gesang
- Protest the Hero: Volition (2013) Gesang

## Auszeichnungen
- Toronto Independent Music Awards 2008: Best Country Album für Second Spring[5]
- Canadian Folk Music Awards 2016: Contemporary Singer of the Year für Love & Lust[15]